# Osceola (Wisconsin)
Osceola és una població dels Estats Units a l'estat de Wisconsin. Segons el cens del 2000 tenia 2.421 habitants.

## Demografia
Segons el cens del 2000, Osceola tenia 2.421 habitants, 1.002 habitatges, i 615 famílies. La densitat de població era de 253,3 habitants per km².
Dels 1.002 habitatges en un 35,5% hi vivien nens de menys de 18 anys, en un 44,9% hi vivien parelles casades, en un 12% dones solteres, i en un 38,6% no eren unitats familiars. En el 31,3% dels habitatges hi vivien persones soles el 10,8% de les quals corresponia a persones de 65 anys o més que vivien soles. El nombre mitjà de persones vivint en cada habitatge era de 2,38 i el nombre mitjà de persones que vivien en cada família era de 3,01.
Per edats la població es repartia de la següent manera: un 27,9% tenia menys de 18 anys, un 9,8% entre 18 i 24, un 32,9% entre 25 i 44, un 16,7% de 45 a 60 i un 12,7% 65 anys o més.
L'edat mediana era de 33 anys. Per cada 100 dones de 18 o més anys hi havia 88,2 homes.
La renda mediana per habitatge era de 39.000 $ i la renda mediana per família de 45.846 $. Els homes tenien una renda mediana de 33.017 $ mentre que les dones 22.453 $. La renda per capita de la població era de 18.921 $. Aproximadament el 4,3% de les famílies i el 6,1% de la població estaven per davall del llindar de pobresa.

## Poblacions més properes
El següent diagrama mostra les poblacions més properes.